# World Series of Darts 2015
Die World Series of Darts 2015 war eine Serie von Einladungsturnieren der Professional Darts Corporation (PDC). Sie führte die besten Dartsspieler der Welt nach Südostasien, Australien und Neuseeland.

## Format
An der Turnierserie nahmen pro Turnier mindestens acht und maximal 16 Spieler teil. Das Teilnehmerfeld setzte sich aus den sechs bestplatzierten Spieler der PDC Order of Merit, zwei Wildcard-Spielern und bis zu acht lokalen Qualifikanten zusammen.
Die Turniere wurden allesamt im K.-o.-System gespielt. Spielmodus bei allen Turnieren war ein best of legs. Die Distanz der best of legs war bei den Turnieren unterschiedlich.
Neben den acht gesetzten Spielern qualifizierten sich 16 Spieler bei einem gesonderten Qualifikationsturnier nach den sechs Events für die World Series of Darts Finals 2015. Eine solche Finalrunde wurde 2015 zum ersten Mal ausgetragen.

## Spielorte
Die dritte World Series of Darts wurde in den Vereinigten Arabischen Emiraten, Australien, Neuseeland, Japan und Schottland ausgetragen.
| Dubai |

| Sydney |

| Perth |

| Auckland |

| Yokohama |

| Glasgow |

## Preisgeld
Beim Dubai Darts Masters 2015 wurden insgesamt $ 245.000 an Preisgeldern ausgeschüttet. Das Preisgeld verteilte sich unter den Teilnehmern wie folgt:
| Position (Anzahl der Spieler) | Position (Anzahl der Spieler) | Preisgeld |
| ----------------------------- | ----------------------------- | --------- |
| Gewinner                      | (1)                           | $ 65.000  |
| Finalist                      | (1)                           | $ 40.000  |
| Halbfinalisten                | (2)                           | $ 30.000  |
| Viertelfinalisten             | (4)                           | $ 20.000  |
|                               |                               |           |
|                               |                               | $ 245.000 |

Da es sich um Einladungsturniere handelte, wurden die erspielten Preisgelder bei der Berechnung der PDC Order of Merit nicht berücksichtigt.

## Teilnehmer
Für die World Series of Darts 2016 waren folgende Spieler qualifiziert:
- Die 6 erstplatzierten Spieler der PDC Order of Merit – Stand 3. Januar 2016; nach der PDC World Darts Championship 2016
- Die 2 Wildcard-Teilnehmer
- bis zu 8 lokale Teilnehmer

PDC Order of Merit
1. Michael van Gerwen
2. Phil Taylor
3. Gary Anderson
4. Adrian Lewis
5. Peter Wright
6. James Wade

Wildcard-Teilnehmer
- Stephen Bunting
- Raymond van Barneveld

## Ergebnisse
| Nr. | Datum            | Event                        | Austragungsort                    | Sieger             | Ergebnis | Finalist              |
| --- | ---------------- | ---------------------------- | --------------------------------- | ------------------ | -------- | --------------------- |
| 1   | 28.–29. Mai      | Dubai Darts Masters          | Dubai, Dubai Tennis Stadium       | Michael van Gerwen | 11 : 8   | Phil Taylor           |
| 2   | 27.–28. Juli     | Japan Darts Masters          | Yokohama, Osanbashi Hall          | Phil Taylor        | 8 : 7    | Peter Wright          |
| 3   | 14.–16. August   | Perth Darts Masters          | Perth, HBF Stadium                | Phil Taylor        | 11 : 7   | James Wade            |
| 4   | 20.–22. August   | Sydney Darts Masters         | Sydney, Qantas Credit Union Arena | Phil Taylor        | 11 : 3   | Adrian Lewis          |
| 5   | 28.–30. August   | Auckland Darts Masters       | Auckland, Trusts Arena            | Adrian Lewis       | 11 : 10  | Raymond van Barneveld |
| 6   | 21.–22. November | World Series of Darts Finals | Glasgow, Braehead Arena           | Michael van Gerwen | 11 : 10  | Peter Wright          |

## Rangliste
Die Ergebnisse der einzelnen Turniere bildeten eine eigene Rangliste.
Die Rangliste wird nach folgendem Punktesystem erstellt:
| Runde         | Punkte |
| ------------- | ------ |
| Sieg          | 12     |
| Finale        | 8      |
| Halbfinale    | 5      |
| Viertelfinale | 3      |
| Achtelfinale  | 1      |

### Endstand der Rangliste
| Platz | Spieler               | Punkte |
| ----- | --------------------- | ------ |
| 1     | Phil Taylor           | 49     |
| 2     | Adrian Lewis          | 31     |
| 3     | Michael van Gerwen    | 28     |
| 4     | Peter Wright          | 22     |
| 4     | James Wade            | 22     |
| 4     | Raymond van Barneveld | 22     |
| 7     | Gary Anderson         | 21     |
| 8     | Stephen Bunting       | 11     |
| 9     | Simon Whitlock        | 5      |
| 10    | Craig Caldwell        | 3      |
| 10    | Laurence Ryder        | 3      |
| 10    | Kyle Anderson         | 3      |
| 10    | Paul Nicholson        | 3      |
| 10    | David Platt           | 3      |
| 15    | Masumi Chino          | 1      |

| Platz | Spieler            | Punkte |
| ----- | ------------------ | ------ |
| 15    | Shintaro Inoue     | 1      |
| 15    | Haruki Muramatsu   | 1      |
| 15    | Morihiro Hashimoto | 1      |
| 15    | Kimberly Lewis     | 1      |
| 15    | Sho Katsumi        | 1      |
| 15    | Chikara Fujimori   | 1      |
| 15    | Katsuya Aiba       | 1      |
| 15    | Yuki Yamada        | 1      |
| 15    | Adam Rowe          | 1      |
| 15    | Clinton Bridge     | 1      |
| 15    | Warren Parry       | 1      |
| 15    | Cody Harris        | 1      |
| 15    | Mark Cleaver       | 1      |
| 15    | Rob Modra          | 1      |
| 15    | Rob Szabo          | 1      |

## Übertragung
Im deutschsprachigen Raum wurden die Veranstaltungen nicht im TV ausgestrahlt.
International wurden alle Spiele durch die PDC auf livepdc.tv übertragen.